# Flankierungsturm

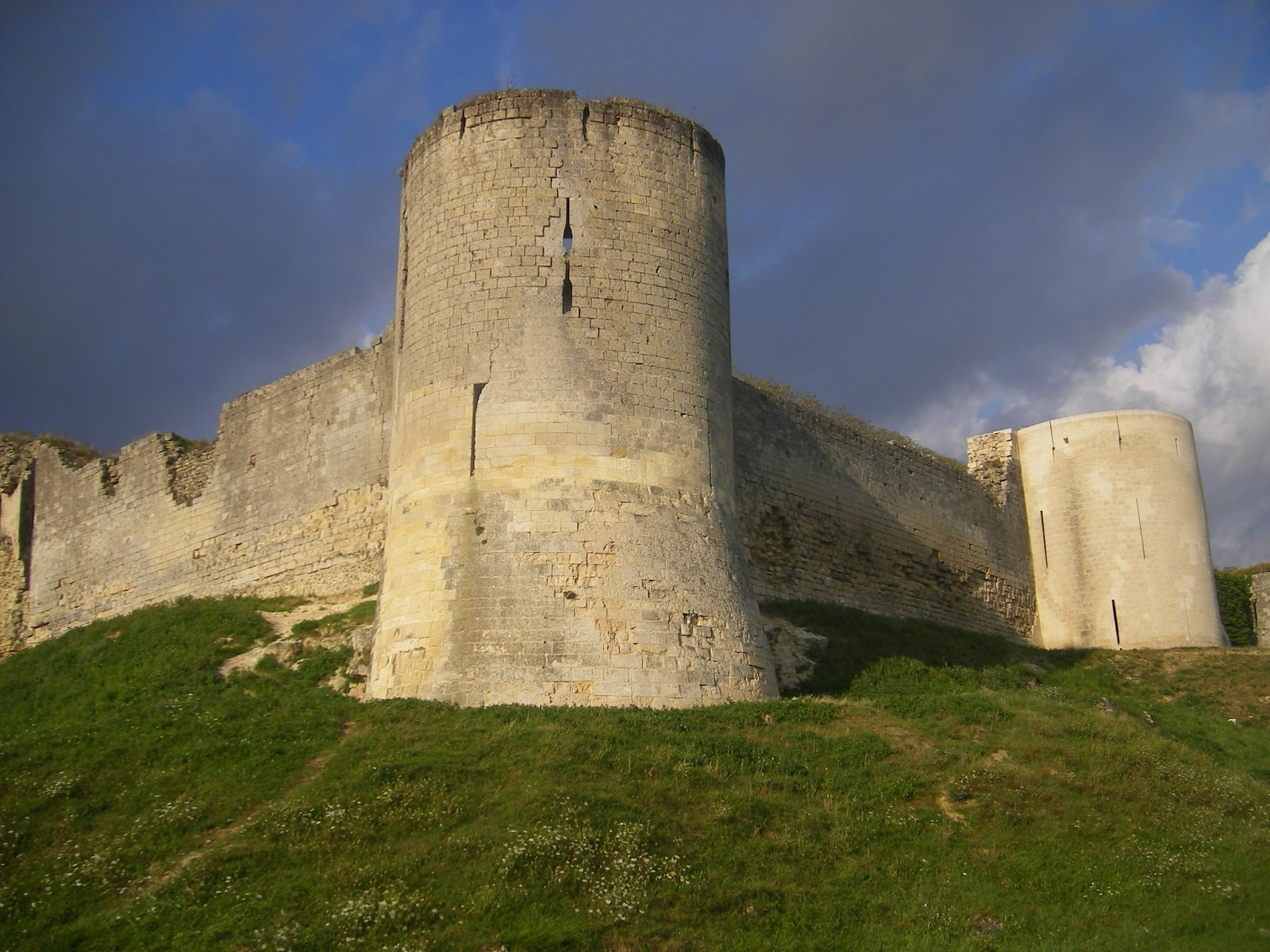
Flankierungstürme der Burg Coucy

Ein Flankierungsturm ist ein Wehrturm, der feldseitig aus einer Wehrmauer oder einem anderen befestigten Bau hervorspringt und somit das unmittelbare Vorgelände seitlich begrenzt (flankiert). Von der Wehrplattform und den Schießscharten des Turmes aus ließen sich die benachbarten Mauerabschnitte (die Kurtinen) seitlich mittels Fernwaffen bestreichen. Bei hoch- und spätmittelalterlichen Burgen und Stadtmauern hatten Flankierungstürme oft einen halbrunden Grundriss, beziehungsweise eine Kombination aus Rechteck mit halbkreisförmigem Abschluss zur Feldseite hin. Daneben kommen auch kreisrunde und rechteckige Grundrisse vor. Eckige Flankierungstürme finden sich beispielsweise an der Befestigungsanlage der Alhambra und am Herrenhaus des Schlosses Hugenpoet; die Burg Wellheim hatte einen quadratischen Flankierungsturm.
Im Kirchenbau ist ein Flankierungsturm ein halbrunder oder mehreckiger (beispielsweise achteckiger) Turm an der Außenmauer. Die Kölner Kirche Groß St. Martin hat mehrere Flankierungstürmchen. 